# Wörthsee
Wörthsee, pe vremuri denumit Ausee, este un lac glaciar de apă dulce situat pe teritoriul comunelor Wörthsee, Inning am Ammersee și Seefeld, în Districtul Starnberg, Bavaria superioară (Germania), la aproximativ 30 de kilometri vest-sud-vest de München. El este cel mai mare ca mărime dintre cele trei lacuri mici ale Țării de cinci Lacuri (Fünf-Seen-Land). Cu o temperatură medie a apei de 22 de grade deja in iunie, este unul dintre cele mai calde lacuri din Bavaria.

## Geografie
Wörthsee este cel mai mare dintre cele trei lacuri mici ale „Țării de cinci Lacuri” (Fünf-Seen-Land), fiind situat la est de Ammersee și în apropiere imediată de Pilsensee (3 km). El are o suprafață de 4,34 km² (lungime maximală 3,7 km, lățime maximală 1,2 km) și un volum de aproape 64 km³, având o adâncime medie de 14,7 m și una maximă de 34 m. Bazinul său are doar o suprafață de 26,35 km². A fost creat de ghețari în epoca de glaciație din Alpi ca un bazin lateral al lui Ammersee. Nașterea lacului însă este controversată. Wörthsee ar putea fi fost o parte din Ammersee (care inițial a fost mult mai mare) după epoca de gheață în urmă cu aproximativ 15.000 de ani. Dar clar împotriva acestei teorii vorbește nivelul mediu de apă de 560 m deasupra nivelului mării, în contrast cu al lui Ammersee cu 532,9 m. Chiar și având în vedere că nivelul de apă lui Ammersee a fost cu aproximativ 25 de metri mai înalt decât în prezent în epoca numită Würm, teoria stă pe picioare slabe. O teză mai nouă zice că morena care a luat sfârșit acolo a provocat îndiguiri naturale, în care s-a acumulat peste mult timp apă, creând astfel lacul.
Mica insulă Wörth (inițial Werth) cu o mărime de 12 ha și dens împădurită, de la care provine numele lacului, este situată în apropierea țărmului de sud-vest, la Bachern pe teritoriul comunei Inning. Ea se ridică aproximativ șapte metri deasupra nivelului lacului și este separată la capătul de nord doar printr-un pasaj îngust de abia zece metri de uscat. Zona din sud care aparține comunei Seefeld este o arie protejată.
Așezări direct pe malul lacului:
- Steinbach cu cartierul Auing (comuna Wörthsee)
- Walchstadt (comuna Wörthsee)
- Bachern (comuna Inning am Ammersee)
- Schlagenhofen cu cartierul Oberndorf (comuna Inning am Ammersee)

## Istoric
În urma rezultatelor cauzate cercetărilor moderne cum ar fi palinologia, s-a dovedit că zona Wörthsee a fost colonizată deja 2000-3000 de ani î. Hr. de vânători, pescari și agricultori. Mai departe au fost descoperite tumuli care pot fi urmăriți înapoi până la aproximativ 1500 î. Hr.
Prima așezare înregistrată în jurul de Steinebach datează din perioada de aproximativ 450 până la 100 î. Hr. Pe atunci celții au trăit acolo până ce romanii au cucerit teritoriul în jurul anului 14 î. Hr. urmați de baiuvarii (sec. VI-VIII). Prima menționare scriptică a localității sub denumirea Steniginpah este din anul 920 d. Hr. La fel ca și celelalte lăcașuri din apropiere precum lacul (inclusiv drepturile de pescuit) și insula, satul a aparținut mai întâi străvechii familii de nobili Huosi, apoi conților de Dießen și după 1248 familii Greifen zu Greifenberg care a vândut insula Wörth patricianului münchenez Johann Kazmair în 1369. Succesorii lui Kazmair au posedat-o timp de 125 de ani și au construi în 1446 primul castel pe ea. Din mijlocul secolului al XV-lea noii proprietari ai insulei (precum lacului și satelor) au fost conții de Toerring care au rupt mari părți ale castelului vechi și au construit în 1768 un mic palat ca reședință de vară. După reformele politice din 1848, conții de Toerring-Jettenbach au pierdut toate privilegiile lor privind satele, lacul și insula le aparține însă până în prezent.
Conform noii constituții în Bavaria și din ea rezultantul edict municipal din 1818, au fost formate comunele Etterschlag (cu Schluifeld și Walchstadt) și Steinebach (cu Auing).
Deschiderea primei linii de cale ferată locală München-Herrsching am Ammersee cu stație în Steinebach în 1903 (1906) a transformat mijloacele de trai ale sătenilor. Viața zilnică în satele din jurul Wörthsee dominată anterior de agricultură țărănească, pescuit și vânătoare, s-a schimbat cu accent evident spre turism, datorită mulților oaspeți din München care de atunci caută odihnă, recreere sau posibilități de a face sport.
Steinebach formează după reforma teritorială bavareză din 1972 împreună cu locațiile Auing, Etterschlag, Waldbrunn și Walchstadt municipalitatea politică Wörthsee.

## Recreere și sport
La lac se ajunge ușor cu S8 (tren urban rapid) de la Aeroportul München Franz Josef Strauß peste München la Herrsching am Ammersee (stația Steinebach), și autostrada A 96 (München-Lindau) cu ieșirea Wörthsee. El reprezintă o zonă importantă de recreere și sport:
| - Pentru drumeți și bicicliști există un circuit de aproximativ 12 km lungime în jurul lacului. - Mai multe zone de recreere cu plaje și podețe cu posibilități de scăldat și oportunități de înot (toate cu chioșcuri și toalete) - Două piscine naturale (Oberndorf și Steinebach) - Împrumut de bărci cu vâsle sau hidrobiciclete - Posibilități pentru sporturi acvatice ca de exemplu windsurfing și navigație. - Școli pentru windsurf și navigație - Scenă culturală și de muzică multilaterală - Se oferă plimbări într-o gondolă originar venețiană (Bachern) | - Mare sistem feroviar model (Etterschlag) - Pescuitul este permis numai cu bilete (de cumpărat pentru o zi, o săptămâna sau o lună, valabile și pentru Pilsensee). - În acest lac se dezvoltă între altele speciile biban, coregon de lac, crap, păstrăv]], șalău și știucă. - Împrumut de bărci cu vâsle sau hidrobiciclete - Vânzare de peste proaspăt sau afumat - Iarna posibilități de patinaj și curling pe lac, pentru că apa acestuia îngheață foarte repede - Restaurante și cafenele în localități precum direct pe malul lacului - Hoteluri și pensiuni (4000 de paturi) |

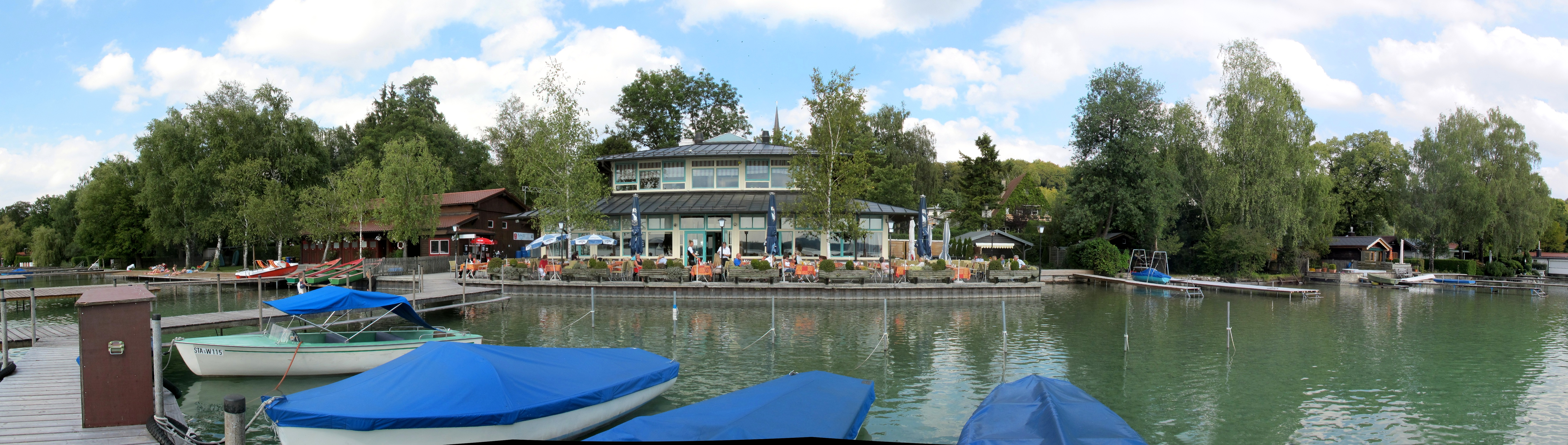
Wörthsee pe malul de notd

## Obiective turistice în apropiere
Cu excepția vechii biserici Sf. Martin din Steinebach precum unui mic castel originar din 1446 pe insula Wörth cu capela Sf. Simpert (obiectele nu pot fi vizitate în interior, fiind în proprietate priovată), obiective turistice în jurul lacului nu există. Dar în apropiere se pot vizita multe în împrejurimile de Ammersee și Pilsensee.
Biserica Sf. Martin a fost construită în secolul al XI-lea în stil romanic, transformată în prima parte a secolului al XV-lea în cel gotic târziu și amvon din secolului al XVII-lea. În sfârșit a fost reconstruită aproape în permanență și barochizată (1735).

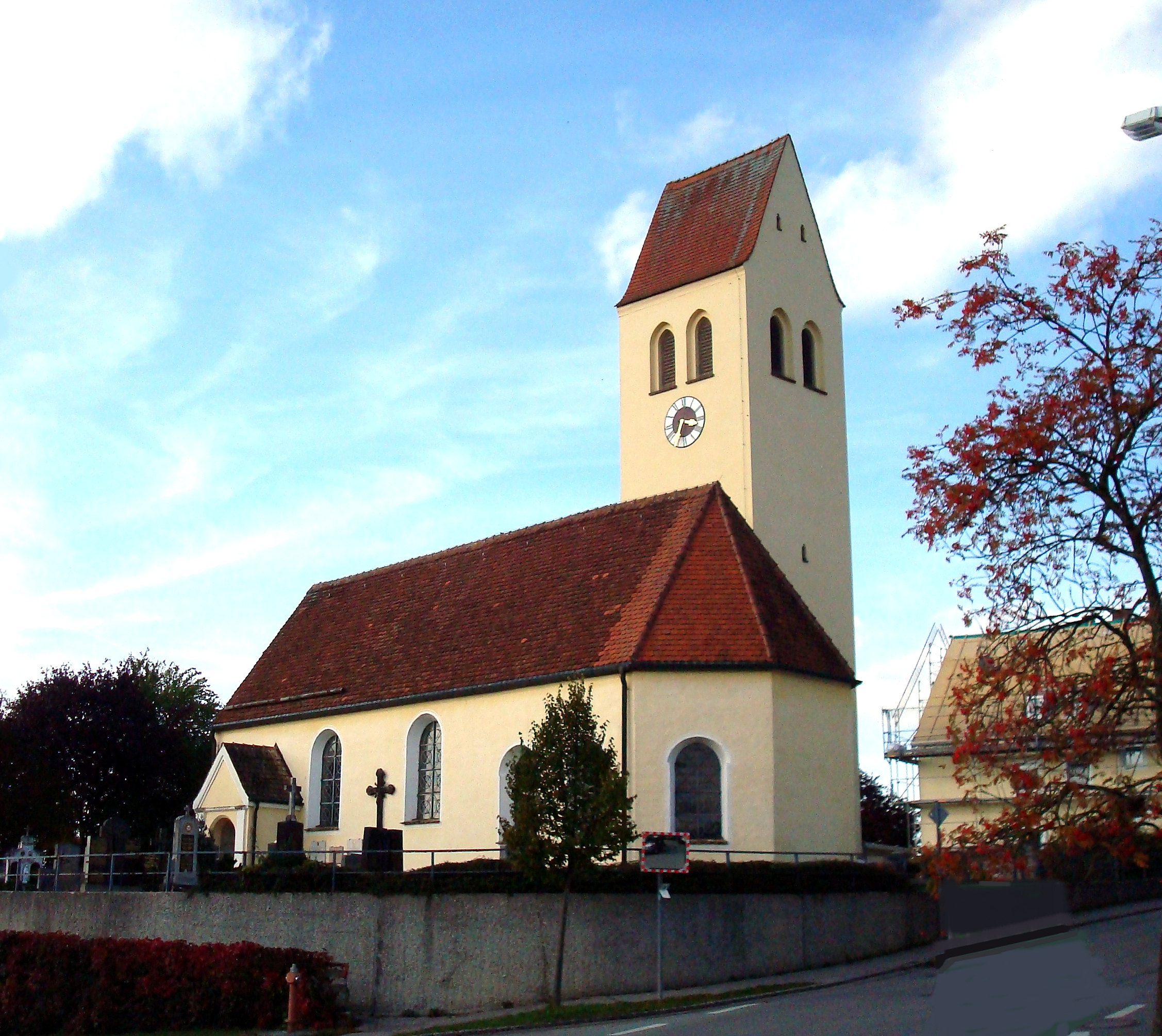
Biserica Sf. Martin
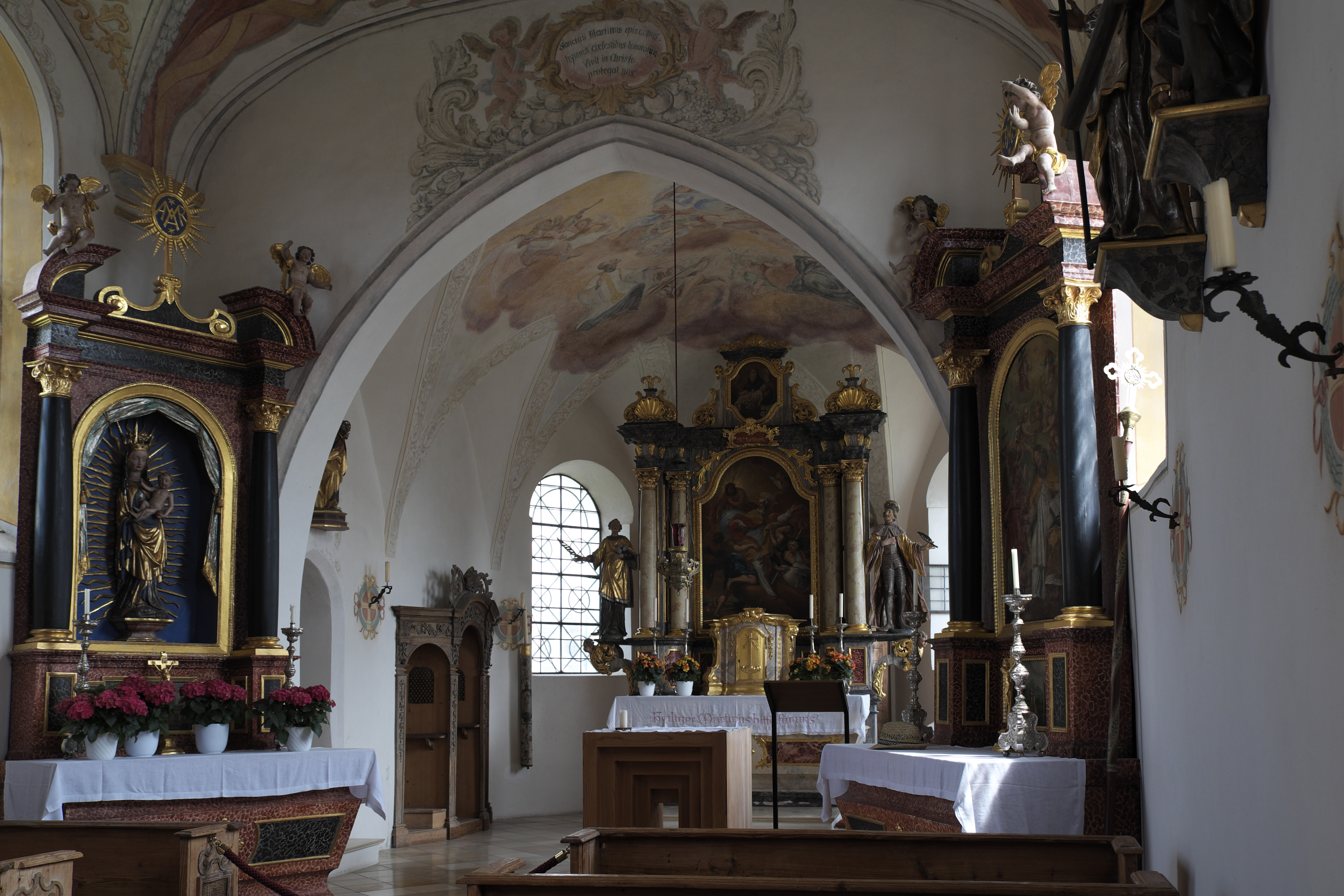
Biserica Sf. Martin, interior 1
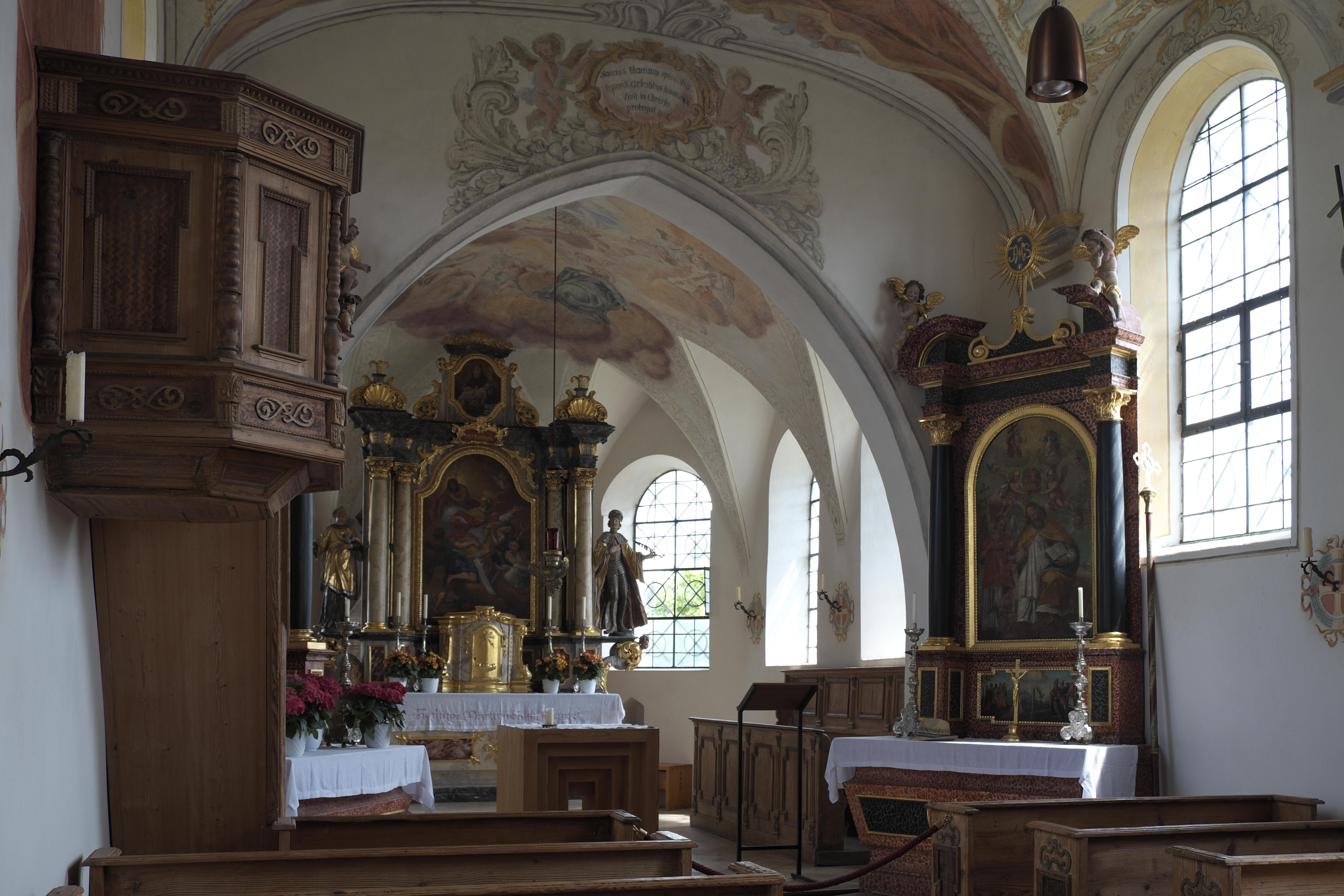
Biserica Sf. Martin, interior 2
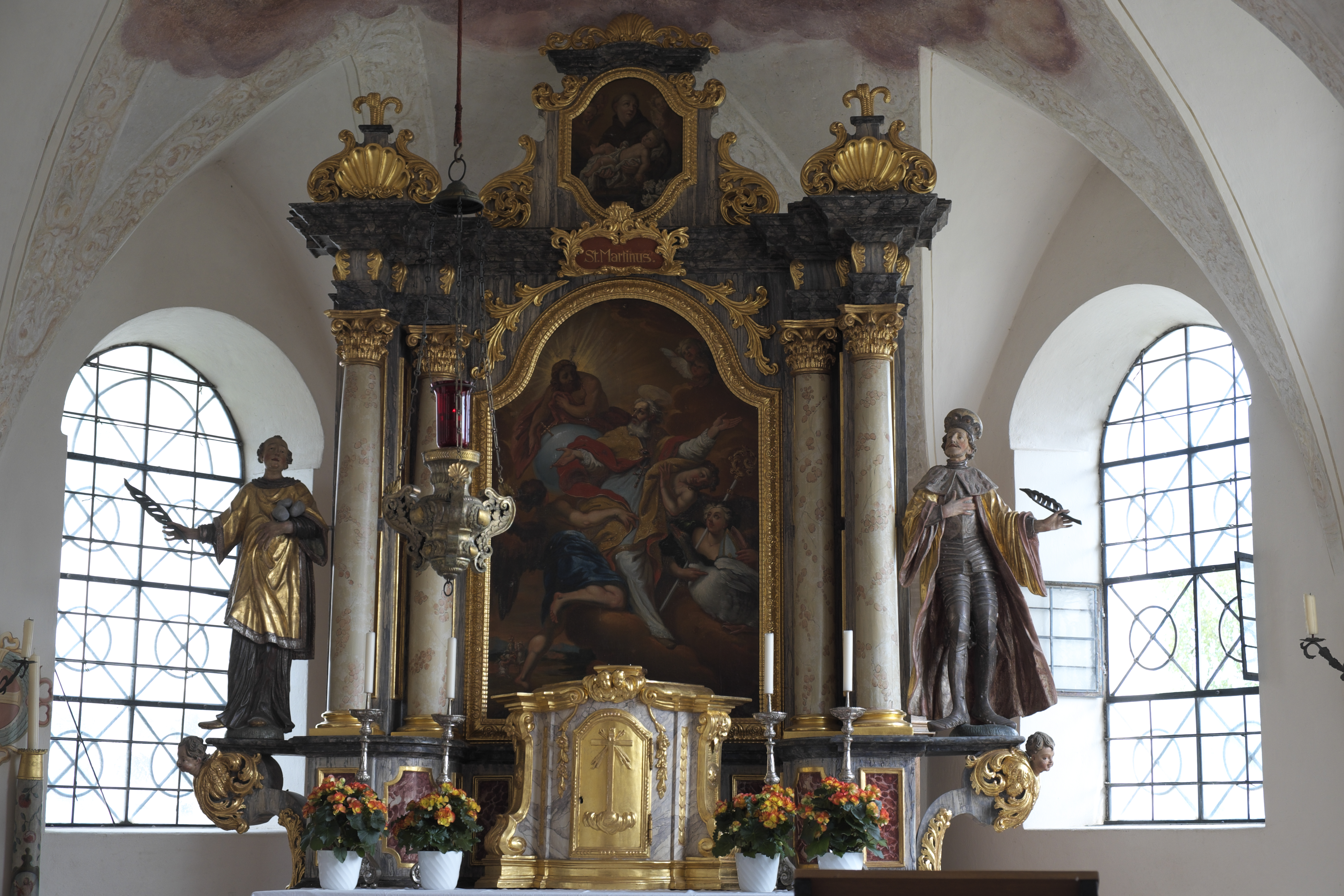
Biserica Sf. Martin, altarul principal
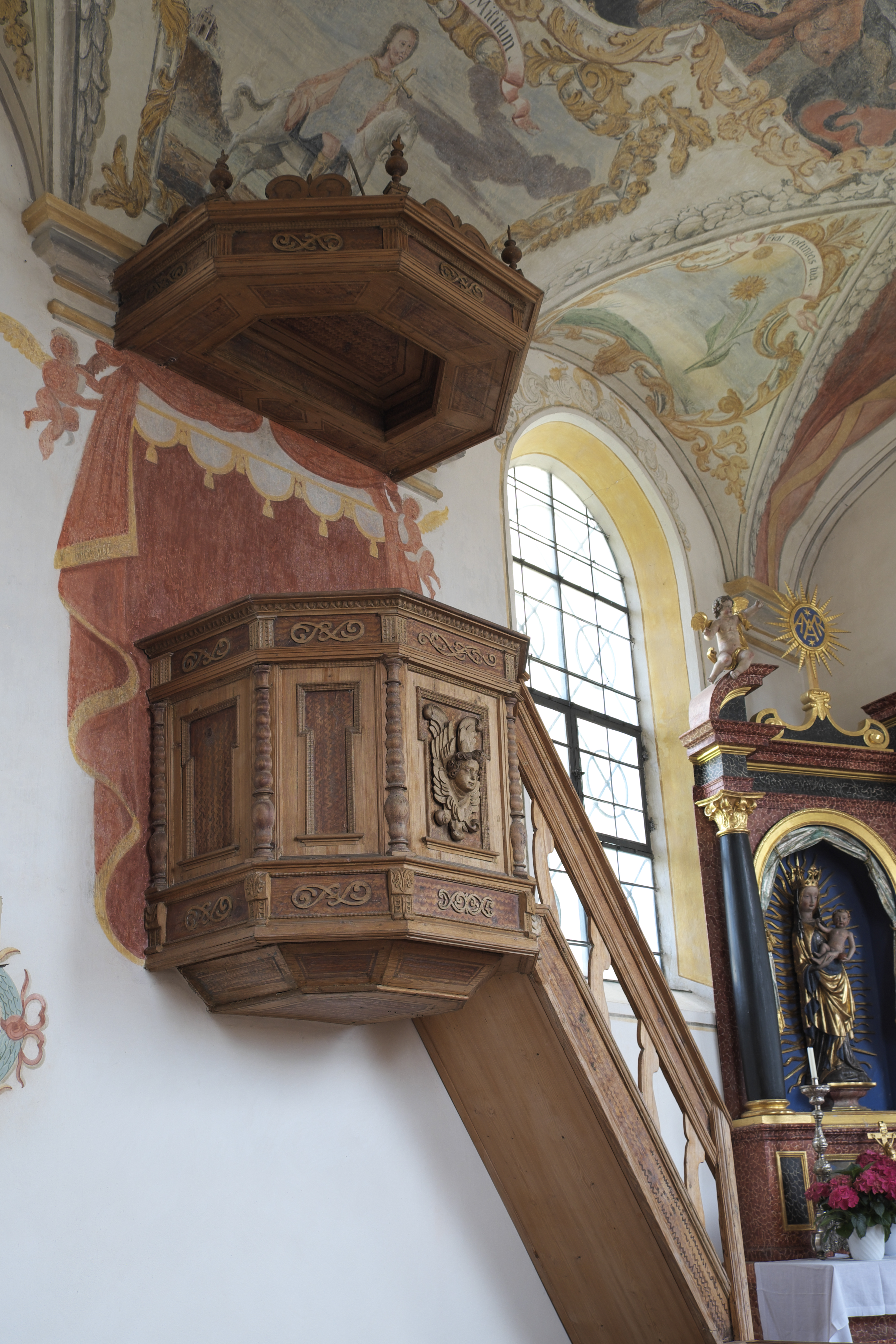
Biserica Sf. Martin,  amvon
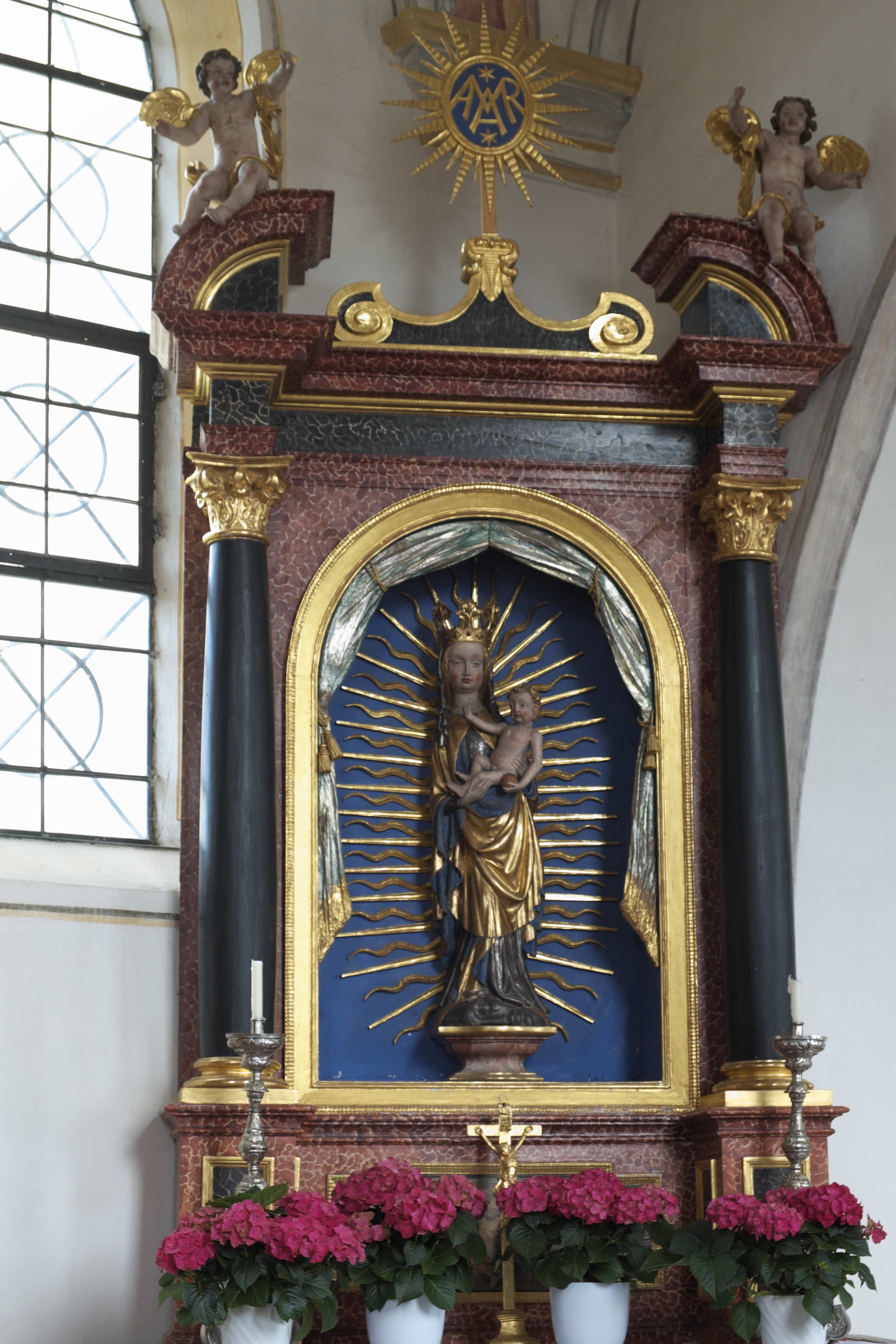
Biserica Sf. Martin, altarul Fecioarei Maria

## Galerie de imagini

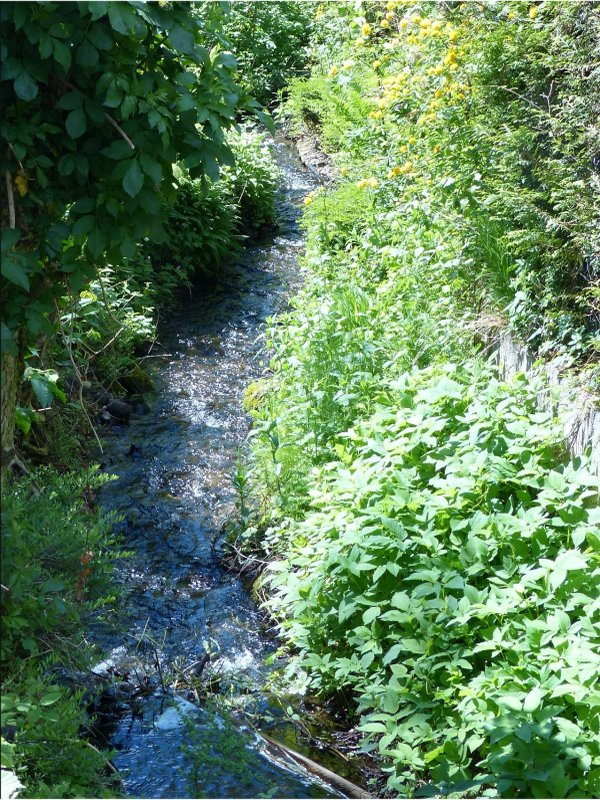
Pârâul Bulach
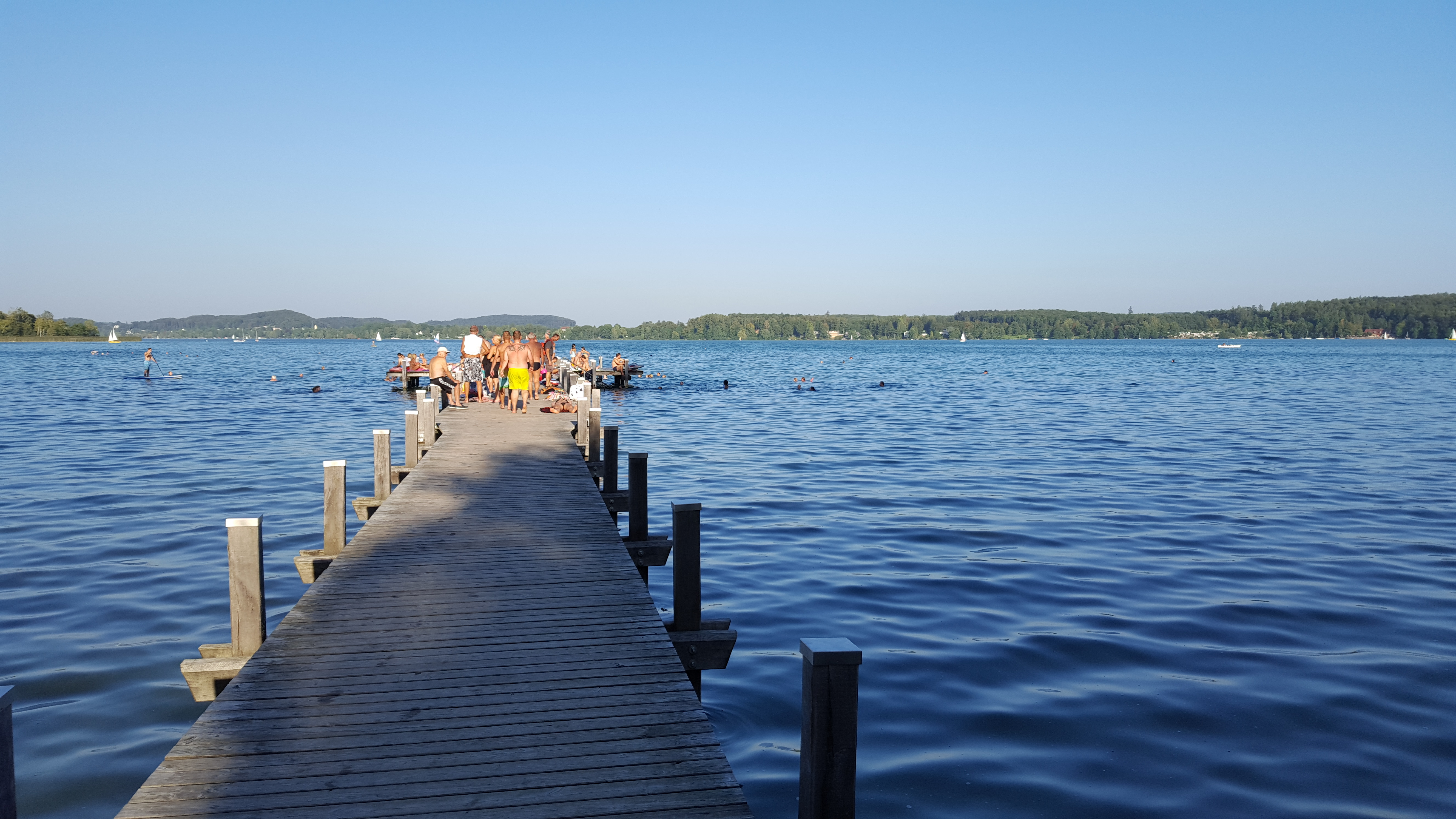
Podeț la Wörthsee
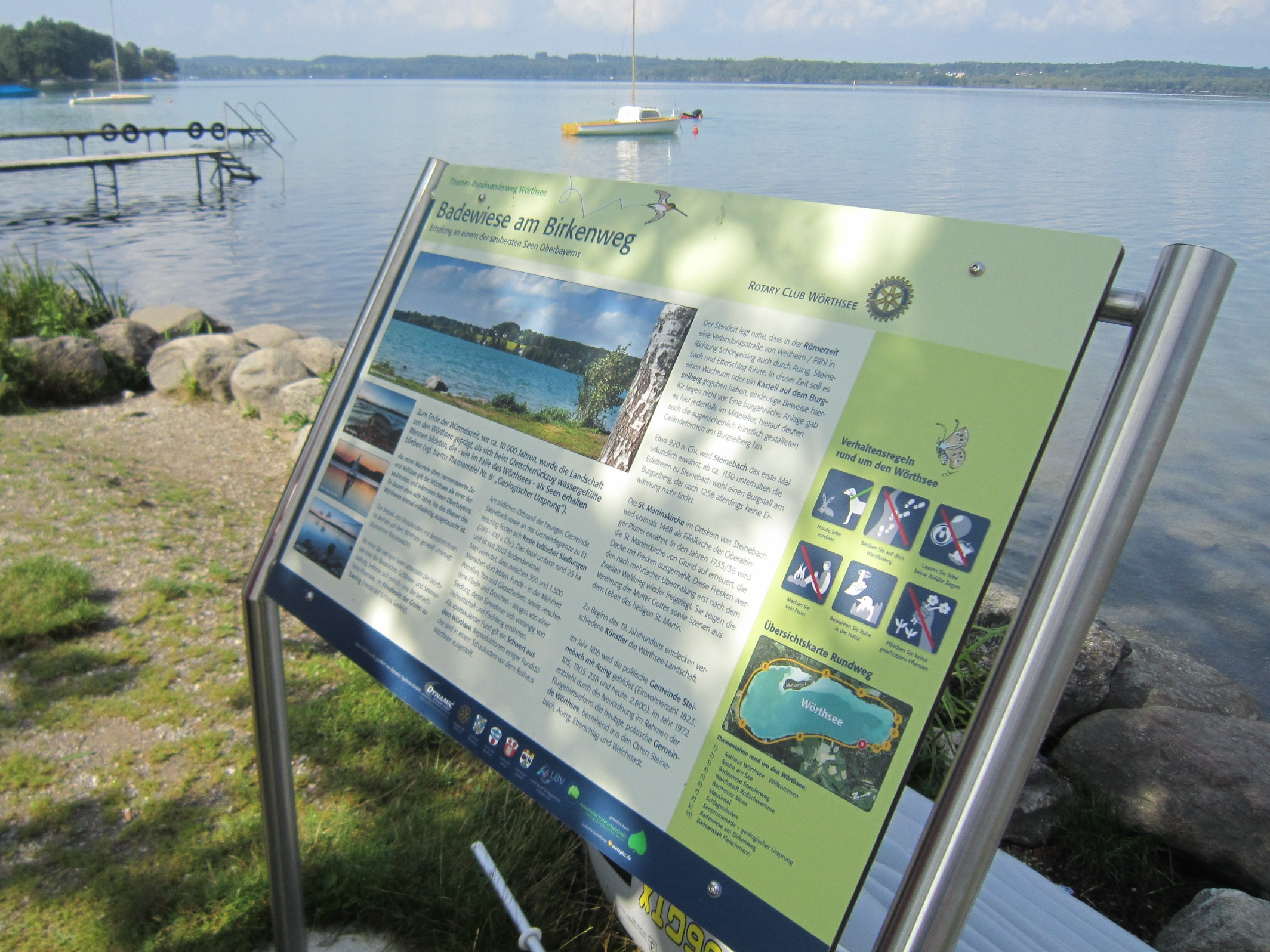
Wörthsee la Steinebach
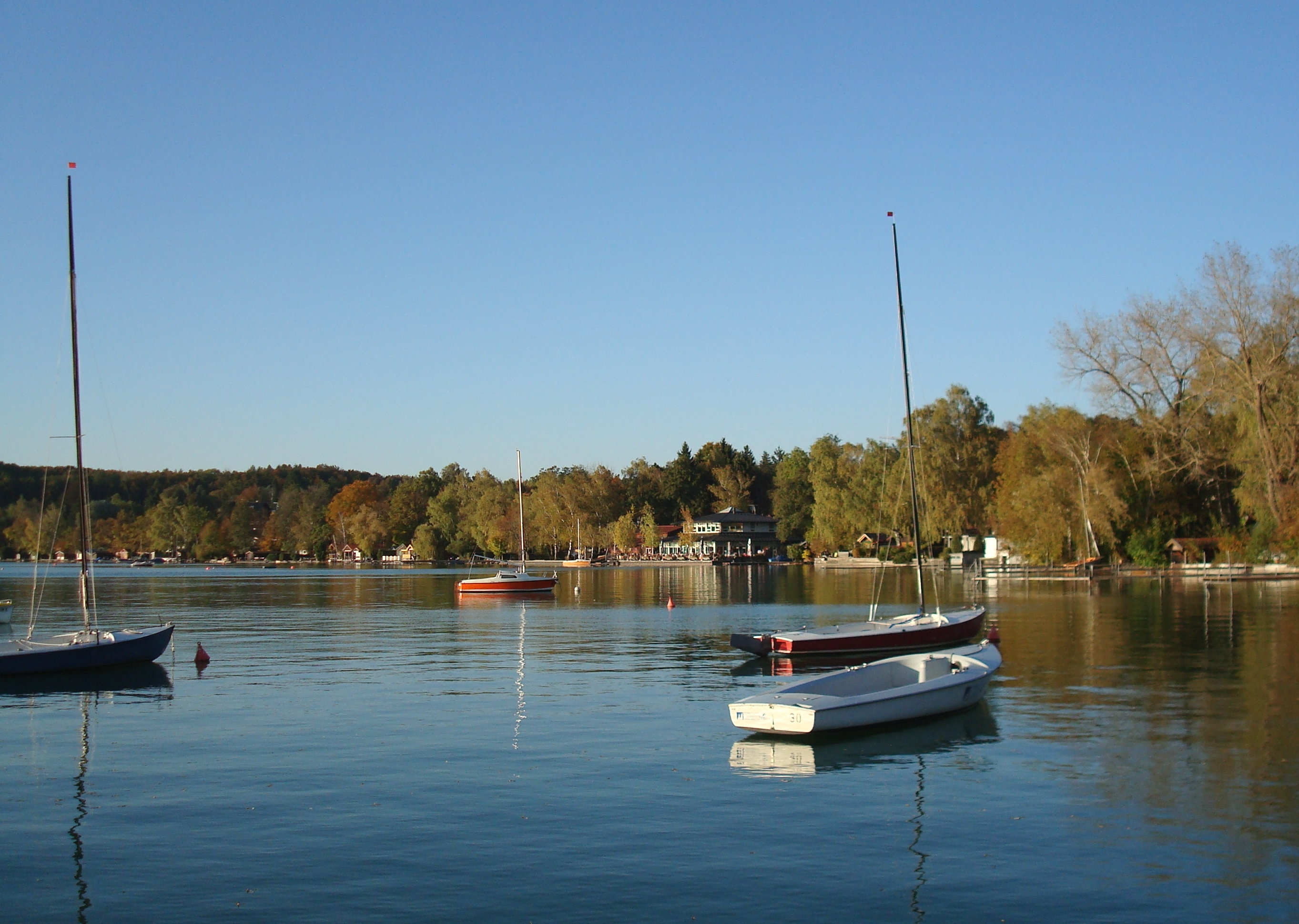
Wörthsee spre Walchstadt
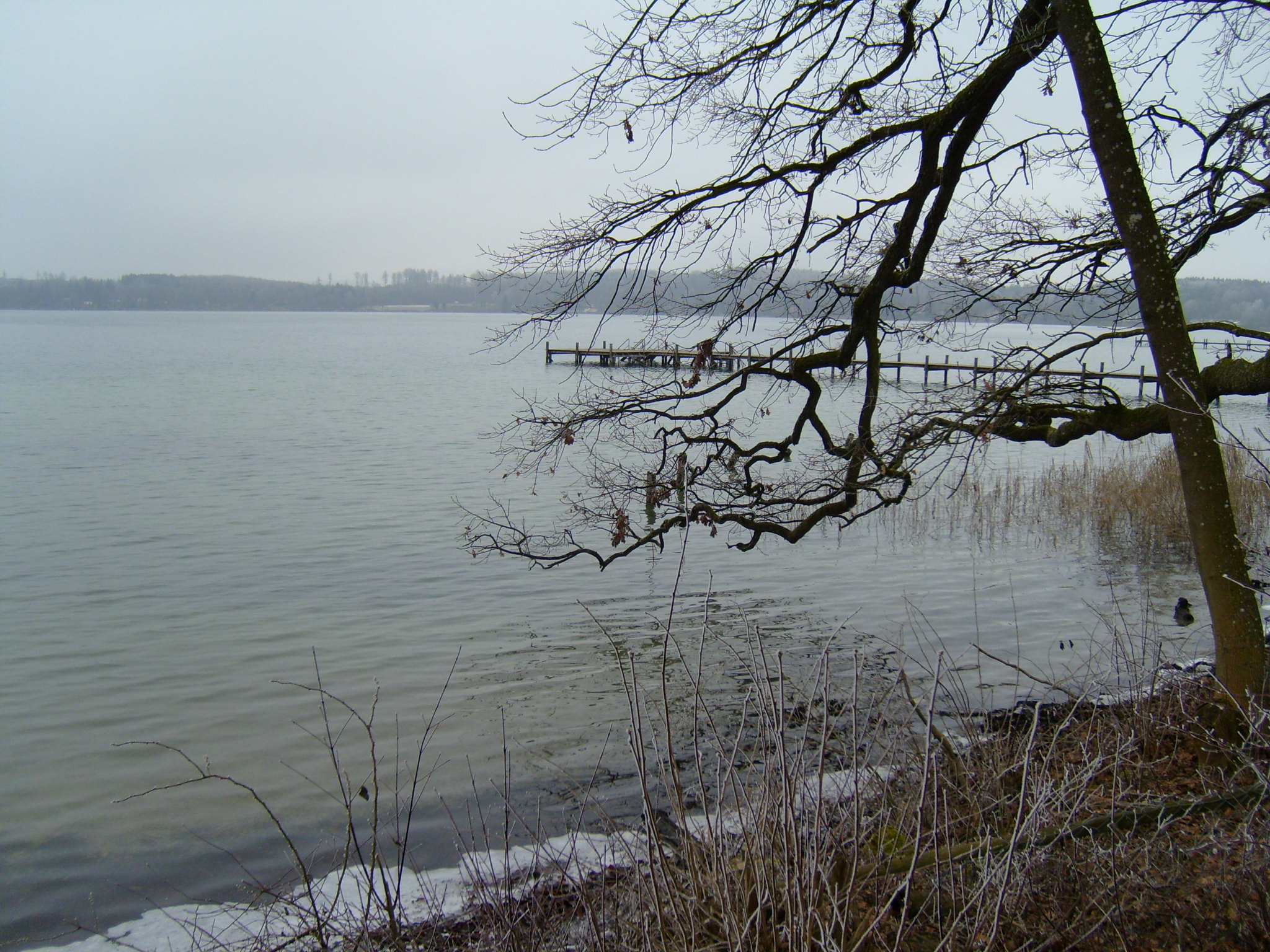
Wörthsee, privire
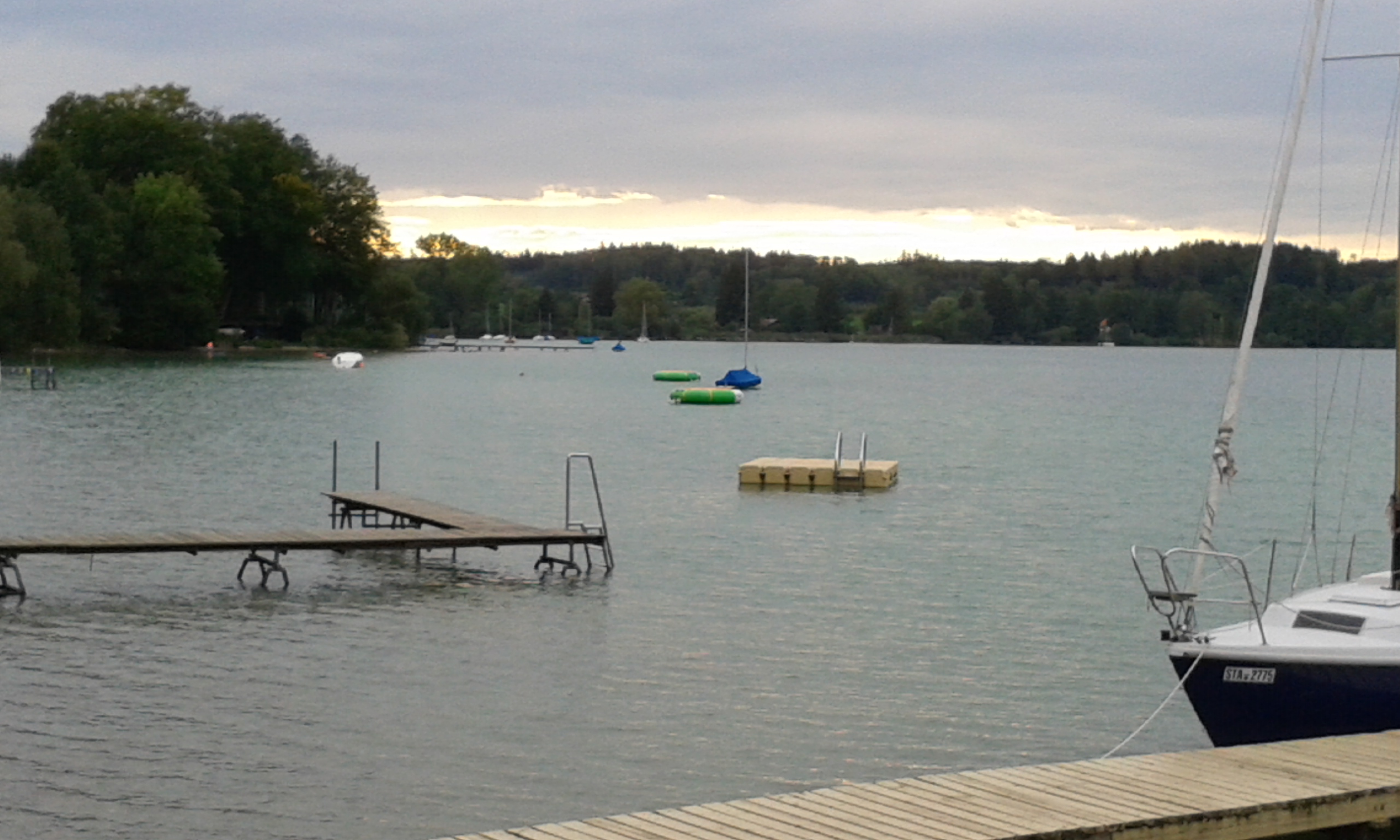
Wörthsee spre seară
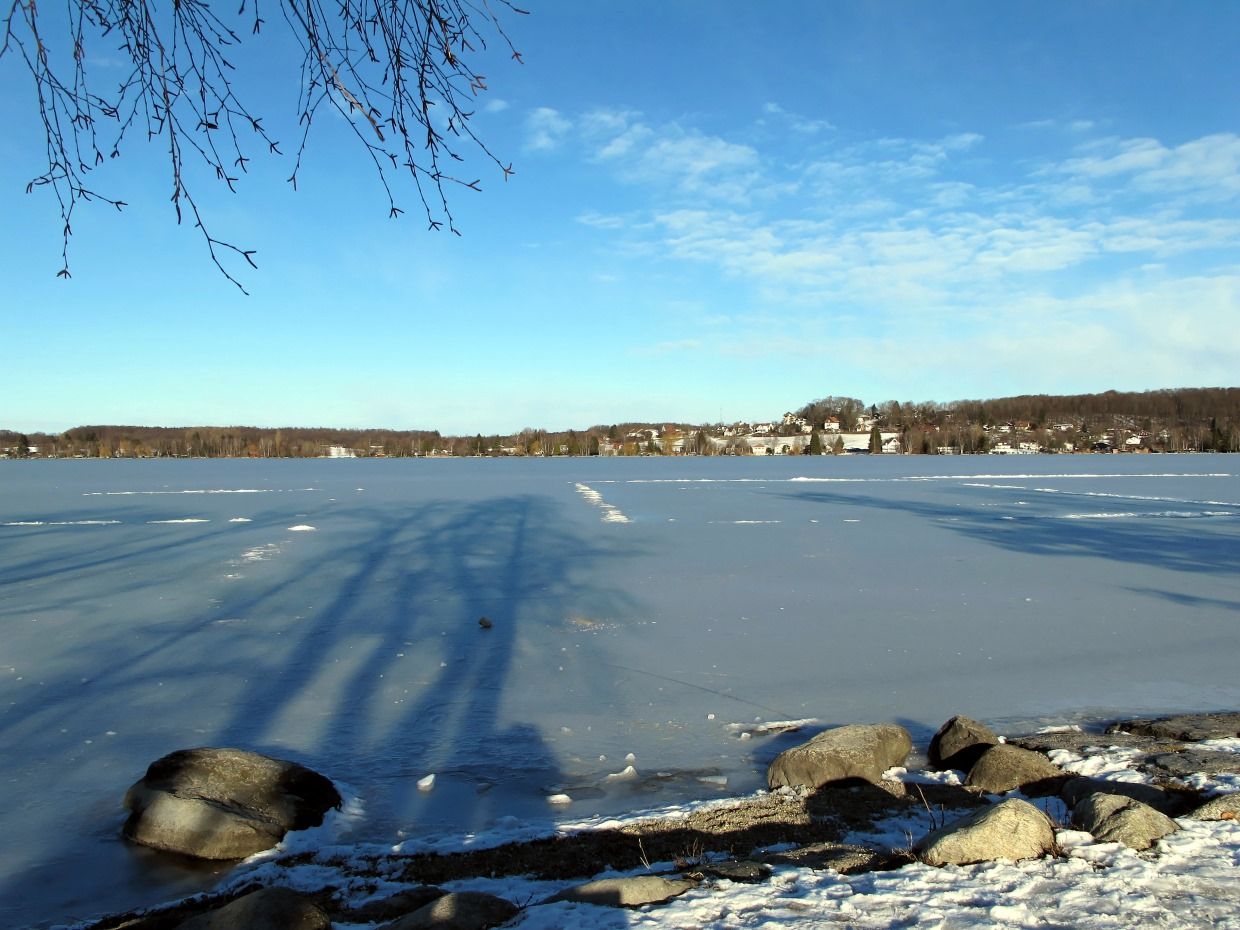
Wörthsee, iarna
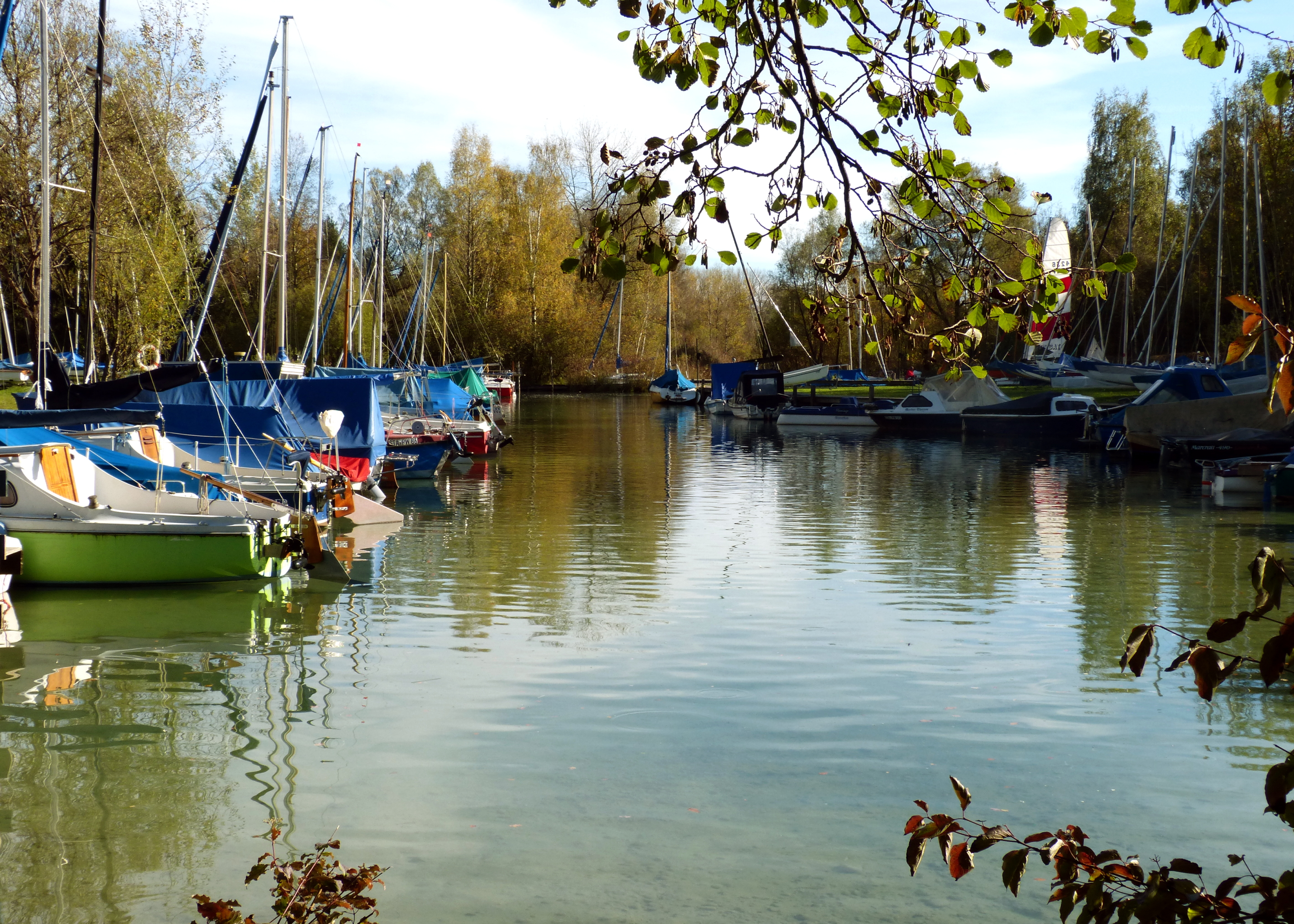
Bachern, râulețul Inning
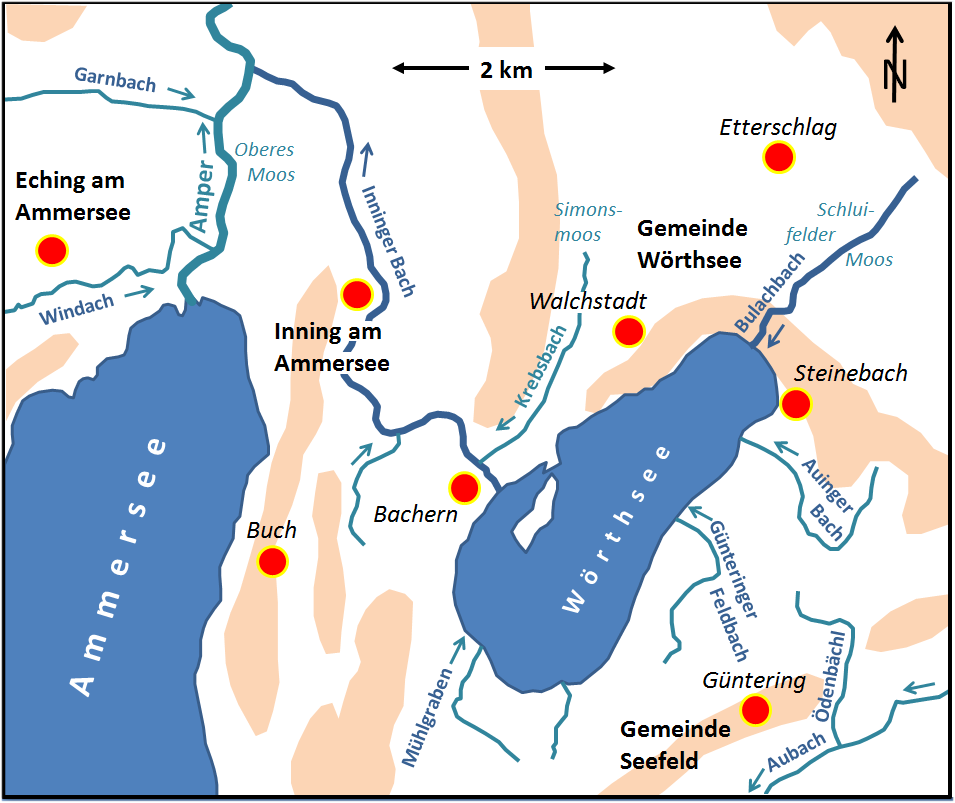
Hartă